# Comuna de Korzenna
Korzenna (polaco: Gmina Korzenna) é uma gminy (comuna) na Polónia, na voivodia de Pequena Polónia e no condado de Nowosądecki.
De acordo com os censos de 2004, a comuna tem 13 307 habitantes, com uma densidade 124,6 hab/km².

## Área
Estende-se por uma área de 106,78 km².

## Subdivisões
- Bukowiec, Janczowa, Jasienna, Koniuszowa, Korzenna, Lipnica Wielka, Łyczana, Łęka, Miłkowa, Mogilno, Niecew, Posadowa Mogilska, Siedlce, Słowikowa, Trzycierz, Wojnarowa.